# Протока (гирло Кубані)
Протока, р., праве дельтове гирло Кубані, витікає з Кубані за 116 км від місця впадіння останньої в Азовське море.
Від Раздерського вузла вона тече спочатку на північ до станиці Гривенської, потім на захід до селища Ачуїво і тут, пройшовши 128-кілометровий шлях, впадає в Азовське море.
Заплава річки обмежена слабо. У міру наближення до моря вона розширюється і переходить в суцільні плавні. Берегові вали тягнуться уздовж річища паралельними пасмами, підносячись над прилеглою місцевістю на 1,5-2 м. На них зведені земляні греблі для захисту від повеней.
У грудні — січні Протока покривається кригою, яка тримається 35-40 днів.